# Eleccions legislatives islandeses de 1971
Les eleccions legislatives islandeses de 1971 es van dur a terme el 13 de juny d'aquest any per a escollir als membres de l'Alþingi. El més votat fou el Partit de la Independència, i Ólafur Jóhannesson fou primer ministre d'Islàndia d'un govern de coalició entre el Partit de la Independència i el Partit Progressista.

## Resultats electorals
| Partits                 | Partits                           | Vots    | %     | Escons per cambra | Escons per cambra | Escons per cambra | Escons per cambra |
| Partits                 | Partits                           | Vots    | %     | Baixa             | +/−               | Alta              | +/−               |
| ----------------------- | --------------------------------- | ------- | ----- | ----------------- | ----------------- | ----------------- | ----------------- |
|                         | Partit de la Independència (D)    | 38.170  | 36,22 | 15 / 40           | =                 | 7 / 20            | 1                 |
|                         | Partit Progressista (B)           | 26.645  | 25,28 | 11 / 40           | 1                 | 6 / 20            | =                 |
|                         | Aliança Popular (G)               | 18.055  | 17,13 | 7 / 40            | =                 | 3 / 20            | =                 |
|                         | Partit Socialdemòcrata (A)        | 11.020  | 10,46 | 4 / 40            | 2                 | 2 / 20            | 1                 |
|                         | Unió de Liberals i Esquerrans (F) | 9.395   | 8,91  | 3 / 40            | Nou               | 2 / 20            | Nou               |
|                         | Partit de la Candidatura (O)      | 2.110   | 2,00  | 0 / 40            | Nou               | 0 / 20            | Nou               |
|                         |                                   |         |       |                   |                   |                   |                   |
| Vots vàlids             | Vots vàlids                       | 105.395 | 98,52 |                   |                   |                   |                   |
| Vots blancs i nuls      | Vots blancs i nuls                | 1.580   | 1,48  |                   |                   |                   |                   |
| Total                   | Total                             | 106.975 | 100   | 40                | =                 | 20                | =                 |
| Abstenció               | Abstenció                         | 11.314  | 9,56  |                   |                   |                   |                   |
| Inscrits / participació | Inscrits / participació           | 118.289 | 90,44 |                   |                   |                   |                   |